# السويد خلال أواخر القرن التاسع عشر
تميزت الفترة التالية لصعود أوسكار الثاني إلى عرش السويد عام 1872 بالنزاع السياسي. إذ سيطر حزب لانتمانا الممثل للفلاحين المالكين على المجلس الأدنى للبرلمان، وطالب بتخفيضات ضريبية وإصلاحات لنظام الخدمة العسكرية، بينما اعترض المجلس الأعلى على هذه المواقف. وصل الجميع إلى تسوية عام 1884 من خلال إقرار تخفيضات على ضرائب الأراضي وزيادة مدة الخدمة العسكرية، وهي عمليات استمرت خلال السنوات اللاحقة.
أما في السياسة التجارية، حصل مؤيدو سياسة الحماية على مبتغاهم في عام 1888، وفُرضت ضرائب الاستيراد على الشعير وبعض المواد الأخرى. تنامت الضغوط من أجل توسيع القاعدة التصويتية، مما قاد إلى تقديم نظام حق التصويت الشامل للرجال في انتخابات المجلس الأدنى، ونظام تصويت نسبي في المجلسين.
أضيفت عدة إصلاحات اجتماعية خلال فترة حكم الملك أوسكار. بروح العاطفة الوطنية، تزايد تشجيع النشاطات الجسدية، إذ أُدخلت التمارين الرياضية الإلزامية إلى المدارس عام 1880، وافتُتحت مؤسسة التزلج السويدية في عام 1892.

## السياسة في الريكسداغ السويدي الجديد
لدى صعود أوسكار الثاني إلى العرش في الثامن عشر من سبتمبر عام 1872، كان الوضع الاقتصادي في السويد مقبولًا نوعًا ما. وفي مجال العلاقات الخارجية كان الوضع الأمني الخارجي جيدًا.
أما على الجانب السياسي، كانت الأمور متوترة لأن الإصلاحات المقدمة خلال الحكم السابق لم تلب المطالب الشعبية. وخلال ثلاث سنوات من إدخال القوانين الانتخابية الجديدة فقدت حكومة لويس دي غير كثيرًا من شعبيتها السابقة، وأُجبرت على الاستقالة. ولم يكن هناك اتفاق عام حول موضوع الأمن القومي الذي كان أمرًا مصيريًا، وخلال النزاعات التي دارت حول هذا السؤال وصل المجلسان إلى صدامات متكررة مما شل عمل الحكومة.
اتخذ الفلاحون المالكون -الذين عملوا تحت اسم حزب لانتمانا وشكلوا غالبية برلمانية في المجلس الثاني- سياسة ثابتة لمصلحة طبقتهم في مجال الضرائب والأعباء التي واجهوها وأثقلت كاهل الطبقة الفلاحية السويدية لوقت طويل بحسب تعبيرهم. وعندما طُرح مشروع قانون تنظيم الجيش من خلال الخدمة الإلزامية، طالبوا كشرط أساسي لقبول القانون بأن أعباء هذه الخدمة يجب أن تكون موزعة بشكل أكثر تجانسًا عبر البلاد، كما أن الضرائب -التي نظروا إليها كعبء ظالم أثقل عاتقهم لقرون- يجب أن تلغى.
في هذه الحالة، انضم حزب لانتمانا من البرلمان السويدي -الذي كان يهدف إلى تخفيف الخدمة العسكرية- إلى الراغبين بإلغاء الملكية الإقطاعية، وشكلوا أغلبية متماسكة ومسيطرة في المجلس الثاني، بينما تقلص مكان الأحزاب البرجوازية والليبرالية إلى أقلية استخبار عاجزة. هوجمت هذه الأغلبية في المجلس الأدنى مباشرة من أغلبية متماسكة أخرى في المجلس الأعلى، والتي من جانبها أكدت على أن ضرائب الأراضي المكروهة لم تكن إلا شكلًا من أشكال مصروف الإيجار للأرض، فهي شيء مرتبط أصلًا بملكية الأرض ولم يكن لها أن تثقل على المالك بأي شكل من الأشكال. لذلك كان إلغاؤها أمرًا غير مبرر إذ مثلت هذه الضرائب أكثر موارد الدخل ضمانًا بالنسبة للحكومة. على الجانب الآخر، رفض المجلس الأول الاستماع إلى أي اقتراح لإلغاء النظام العسكري القديم طالما أن مسألة الدفاع عن البلاد لم تكن موضوعة على أساس آمن من خلال تبني الخدمة العسكرية الإلزامية العامة. وقفت الحكومة موقفًا معتدلًا بين هاتين الغالبيتين المتعارضتين في المجلسين، ولم تدعم أيًا منهما.

## حزب لانتمانا
تأسس حزب لانتمانا السويدي في عام 1867. وكان المكون الأساسي له هو الفلاحون المالكون الكبار والصغار، والذين كانوا دومًا معارضين لسلطة النبلاء والسلطة الدينية خلال فترة «ريكسداغ الطبقات» القديمة. هدف هذا الحزب إلى تحقيق مزج بين ممثلي مالكي الأراضي الكبار والفلاحين المالكين الصغار، وذلك من أجل دعم مصالح مالكي الأراضي بشكل عام ضد مصالح ممثلي المدن، ومقاومة التدخل الملكي في إدارة الشؤون المحلية.
بدأ الملك أوسكار -محاطًا بمستشاري أخيه المتوفي- فترة حكمه. كانت إحدى أولى أولوياته تقوية القوى البحرية الملكية، لكنه لم يكن قادرًا على إحداث أثر كبير بسبب العداء المستمر بين الأحزاب السياسية. لكن وفي مجلس البرلمان الأول ظهرت أولى التسويات، ولعبت دورًا مهمًا في الحياة السياسية السويدية. يعود أصل هذه التسوية إلى حزب سكونا الصغير في المجلس الأعلى، وصُممت من أجل تحقيق تسوية مؤقتة بين الأحزاب المتصارعة (أي أنصار الدفاع الوطني من جهة، وأولئك الذين طالبوا بتخفيف أعباء الخدمات العسكرية والضرائب من جهة أخرى).
رأى الملك في هذه التسوية وسيلة لحل الأسئلة المتضاربة ووافق عليها برحابة صدر. أقنع وزراءه بإنشاء تحقيق خاص في مسألة إلغاء ضرائب ملكية الأراضي، وأكد على أهمية تسوية هاتين المسألتين المرهقتين في الخطاب الذي افتتح به مجلس النواب في عام 1875، أيضًا في عام 1880 تقدم باقتراح جديد من أجل زيادة عدد سنوات الخدمة في الجيش الشعبي. نتيجة رفض هذا الاقتراح استقال دي غير، وأتى مكانه الكونت أرفيد بوسه. هدف رئيس الوزراء الجديد إلى حل مشكلة الدفاع بالتوافق مع وجهات نظر حزب لانتمانا. جهزت 3 لجان برلمانية خططًا من أجل إيقاف ضرائب ملكية الأراضي وإنشاء نظام ضريبي جديد وإعادة تنظيم الجيش السويدي بناء على تجهيز جيش نظامي وتسجيل انتساب الجنود المنضمين وإجراء إصلاحات على البحرية. وفي سياق النقطة الأخيرة تقررت أكثر أنواع المراكب البحرية المناسبة للدفاع عن الشواطئ والهجوم.
لكن الكونت بوسه -الذي تخلى عنه حزبه نتيجة مشروع القانون العسكري- استقال، وخلفه روبرت تيمبتاندر في السادس عشر من مايو عام 1884، الذي كان وزيرًا للاقتصاد في الحكومة السابقة. نجح رئيس الوزراء الجديد في إقناع مجلس النواب بتشريع مشروع قرار يزيد مدة الخدمة في صفوف الجيش إلى 6 سنوات وفي الجيش الشعبي المؤقت إلى 42 يومًا، كما أقر بالمقابل تخفيضًا بقيمة 30% على ضرائب ملكية الأراضي.

## التجارة الحرة في مواجهة سياسة الحماية
تشكل حزب الحماية الذي حاول جمع مؤيدين في مجلس النواب، متأثرًا بردة الفعل الاقتصادية التي حدثت عام 1879 نتيجة الأوضاع في ألمانيا، حيث وضع بسمارك سياسة حماية اقتصادية. وعلى الرغم من تجديد الاتفاقية التجارية مع فرنسا في عام 1882، كان الحزب الداعم لسياسة الحماية مستعدًا لبدء الصراع السياسي منذ عام 1885 ورفض ضريبة على الشعير -اقترحها مجلس النواب في العام ذاته- بأغلبية بسيطة فقط. خلال فترة سعر الشعير المنخفض بشكل غريب في عام 1886، والتي أثرت على الفلاحين السويديين بشكل كبير، بدأت سياسة الحماية بالحصول على شعبية لدرجة أن انتصارها النهائي كان يعتبر أمرًا محسومًا خلال فترة قصيرة.
لكن وخلال مجلس البرلمان في العام ذاته، أعلن رئيس الوزراء تيمبتاندر أنه يقف بقوة ضد حزب الحماية الاقتصادية، وبينما كان الحزبان في المجلس الثاني متساويين في العدد، رُفضت الضريبة المقترحة على الشعير في المجلس الأول. في مجلس النواب عام 1887، كانت هناك أغلبية مؤيدة لسياسة الحماية في المجلس الثاني، وفي المجلس الأول كانت الأغلبية المعارضة للضرائب صغيرة لدرجة أن ضريبة الشعير نجحت بالكاد من خلال اجتماع مشترك بين المجلسين. استفادت الحكومة من حقها الرسمي بعدم حل المجلس الذي تملك فيه دعم الأغلبية، وبالتالي حلت فقط المجلس الثاني في مارس عام 1887.
اجتمع مجلس النواب الجديد في مايو بأغلبية داعمة للتجارة الحرة في المجلس الثاني، لكن الوصول إلى تسوية بخصوص موضوع الجمارك الكبير والشائك لم يكن ممكنًا. خلال هذا الوقت، انقسمت الأغلبية القوية في المجلس الثاني إلى مجموعتين هما حزب اللانتمانا الجديد الذي وافق على حماية مصالح الطبقات الزراعية من المجتمع، ومجموعة أصغر نوعًا ما هي حزب اللانتمانا القديم الذي فضل التجارة الحرة.
لم يكن لانتصار داعمي السوق الحرة أن يستمر طويلًا. إذ حصل مؤيدو سياسة الحماية في كل من المجلسين في مجلس البرلمان التالي عام 1888. في المجلس الأول لم ينتخب سوى أنصار سياسة الحماية تقريبًا، وفي المجلس الثاني ألغيت عضوية جميع الأعضاء الاثنين والعشرين الممثلين لستوكهولم، وذلك بسبب عدم دفع أحدهم لضرائبه قبل عدة سنوات مما جعل عضويته غير مقبولة. بدلًا عن مؤيدي التجارة الحرة الاثنين والعشرين الذين يمثلون غالبية منتخبي ستوكهولم، انتُخب 22 مناصرًا لسياسة الحماية يمثلون الأقلية، وبذلك مُثلت ستوكهولم في مجلس البرلمان من قبل أقلية في العاصمة. أثارت هذه الطريقة الفردية في انتخاب ممثلي المدينة الكبرى في المملكة ضمن المجلس النيابي غضب الأحزاب.
أتت إحدى نتائج انتخابات ستوكهولم في وقت مناسب لحكومة تيمبتاندر. كانت الأحوال المالية للبلاد في وضع شديد السوء. كان هناك عجز في الموازنة بالرغم من تخفيض النفقات وارتفاع الدخل المقدر ودراسة فكرة رفع الضرائب. من أجل دفع النفقات والتخلص من العجز كانت الحكومة مجبرة على طلب موارد مساعدة. استقالت حكومة تيمبتاندر لكن الملك أبقى على بعض أفراد الوزارة لبعض الوقت. كان من الصعب إيجاد رئيس وزراء قادر خلال الفترة الانتقالية بين نظام وآخر على فرض السلطة الكافية للسيطرة على الأحزاب المتصارعة. في النهاية، قبل البارون غيليس بيلدت -الذي شهد تقديم نظام الحماية الزراعي في ألمانيا من قبل أوتو فون بسمارك عندما كان سفيرًا للسويد في برلين- منصب رئاسة مجلس الوزراء، وشهد عهده اتفاق المجلسين على فرض سلسلة من الضرائب على ضروريات الحياة.
أدت هذه الضرائب بالإضافة إلى زيادة الضريبة على المشروبات الروحية خلال وقت قصير إلى تحقيق كسب في موازنة البلاد. في المجلس الوطني المعقود في الثاني عشر من أكتوبر عام 1888 عبر الملك عن رغباته في الطريقة التي يود صرف الفائض المالي بها. رغب بأن تتحول الأموال إلى صندوق للتأمين والرواتب التقاعدية للعاملين والمسنين، بالإضافة إلى تخفيض الضرائب المحلية من خلال مساهمة الدولة في الإنفاق على المدارس وورشات العمل، وإلى إلغاء ضريبة ملكية الأراضي والالتزام بإبقاء رجل وحصان جاهزين للخدمة العسكرية، وأخيرًا إلى تطوير التجارة البحرية. لكن مجلس البرلمان قرر تخصيص الموارد في مشاريع أخرى مثل رد العجز الواقع على الموازنة، وبناء السكك الحديدية وتعزيز بنيتها، بالإضافة إلى تطوير دفاعات البلاد.